# A támaszpont (X-akták)
A támaszpon az amerikai sci-fi sorozat második epizódja.

## Cselekmény
Délnyugat Idaho államban, az Ellens légi támaszpont közelében, katonai rendészek ütnek rajta Robert Budahas ezredesen, aki állításuk szerint ellopott egy katonai járművet, és a házban elbarikádozta magát. Budahast reszketve és bőrkiütésekkel borítva a hálószobájában találják.
Négy hónappal később az FBI ügynökei, Fox Mulder és Dana Scully találkoznak egy washingtoni bárban, és megvitatják a Budahas-ügyet. Mulder elmagyarázza, hogy Budahas ezredes berepülőpilóta, akit a rajtaütés óta nem láttak és a hadsereg nem ad felvilágosítást az állapotáról. Az FBI pedig megtagadta a nyomozást az ügyben. Mulder azt állítja, hogy másik hat pilóta is eltűnt a bázison, amelyről olyan pletykák keringenek, hogy ott kísérleti repülőgépeket tesztelnek. Mikor a bár mosdóját használja, Muldert egy titokzatos informátor közelíti meg, Deep Throat, aki arra figyelmezteti, hogy ne foglalkozzon az üggyel. Azt állítja Muldernek, hogy megfigyelés alatt tartják, ez később be is igazolódik.
Mulder és Scully Idahoba utaznak és találkoznak Budahas feleségével, Anitával, aki elmondja nekik, hogy férje a kimerülés jeleit mutatta az eltűnése előtt. Elviszi őket a szomszédjához, akinek férje szintén berepülőpilóta, és hasonlóan viselkedik. Scully időpontot egyeztet a bázis igazgatójával, Kissel ezredessel, de ő ezt letagadja mikor otthonában akarják felkeresni. Később találkoznak egy helyi riporterrel, Paul Mossingerrel, aki megemlíti nekik egy helyi UFO hívő büféjét. A tulajdonossal az ufókról beszélgetnek, aki hiszi, hogy vannak helyi tanúk ennek igazolására.
Azon az éjszakán felkeresik a bázist, az ügynökök tanúi lesznek titokzatos repülőgépek előadásának, amelyek minden zaj nélkül hihetetlen manővereket hajtanak végre az éjszakai égbolton. Mikor feléjük közelít egy fekete helikopter, azt hiszik hogy látszólag egy helyi téveszmés párt Emilt és Zoét keresik. Mikor Mulder meghívja őket reggelire, az ügynököknek fényekről beszélnek és hiszik, hogy ufók szállnak fel egy másik közeli bázisról is. Közben Budahas visszatér saját otthonába, de a történtekből semmire sem emlékszik. Miután Mulder és Scully elhagyja a büfét, fekete ruhás ügynökökkel kerülnek összetűzésbe, akik megsemmisítik a fényképeket és arra utasítják őket, hogy hagyják el a várost.
A felháborodott Mulder Emil és Zoé segítségével beoson a bázisra. Meglát egy háromszög alakú gépet, amely fölé repül és fénnyel borítja be. Katonák fogják el, akik manipulálják az emlékezetét. Eközben Scully újra találkozik Mossingerrel, akiről kiderül, hogy a bázis biztonsági vezetője. Fegyverrel kényszeríti rá, hogy vezesse a bázisra és adja át neki Muldert. Miután megtagadják tőlük az igazságot a bázisról, Mulder és Scully visszatér Washingtonba. Napokkal később Mulder miközben a helyi pályán kocog találkozik Deep Throattal. Mulder megkérdezi őt, hogy "azok" jelenleg is a Földön vannak-e, Deep Throat azt válaszolja neki, hogy "azok" már nagyon régóta itt vannak.